# 弗勞恩科格爾山
47°06′23″N 15°21′01″E / 47.1064889°N 15.3502257°E

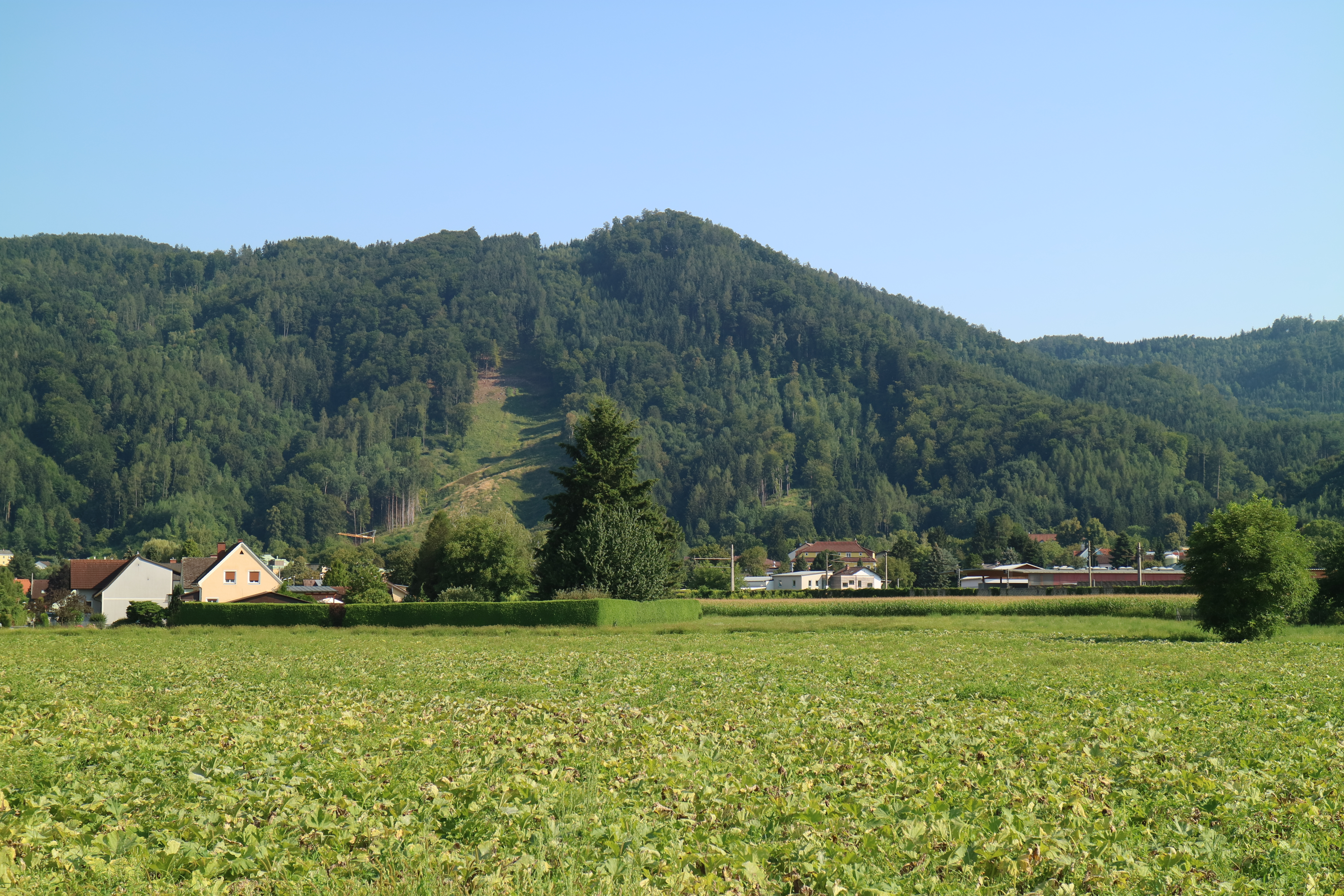

弗勞恩科格爾山（德語：Frauenkogel），是奧地利的山峰，位於該國東南部，由施泰爾馬克州負責管轄，屬於格拉茨高地的一部分，海拔高度683米，每年平均降雨量1,671毫米。